# Сассафрас
Сассафрас (новолат. Sassafras, от исп. sasafras < лат. saxifragus «ломающий скалы») — род листопадных деревьев, кустарников из семейства Лавровые; родина — восток Северной Америки и восточная Азия. Латинское название — из-за способности ростков пробиваться из-под камней.

## Описание

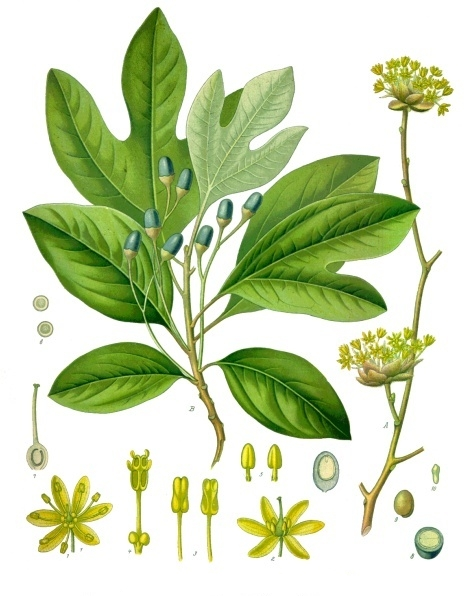
Сассафрас беловатый. Ботаническая иллюстрация из книги Köhler’s Medizinal-Pflanzen, 1887

Двудомное дерево 15—35 м, ствол диаметром до 70—150 см, ветвление симподиальное. Листья от цельных до 2—7 — лопастных или раздельных, характерно наличие трёх форм листа: нерассечённые, двух- и трёхлопастные. Цветки мелкие, жёлто-зелёные, с пятью лепестками, в пазушных полузонтиках. Плоды — чёрно-синие яйцевидные костянки длиной 1 см, на ярко-красных булавовидных плодоножках:161, образуются в конце лета. Распространены 3 вида, в основном в приатлантических штатах Северной Америки, в континентальных районах Китая и на острове Тайвань. Все части растения сильно ароматны. Корни выделяют токсичное вещество — сафрол, которое вместе с другими выделениями растения подавляет другую растительность в месте произрастания сассафраса:161.

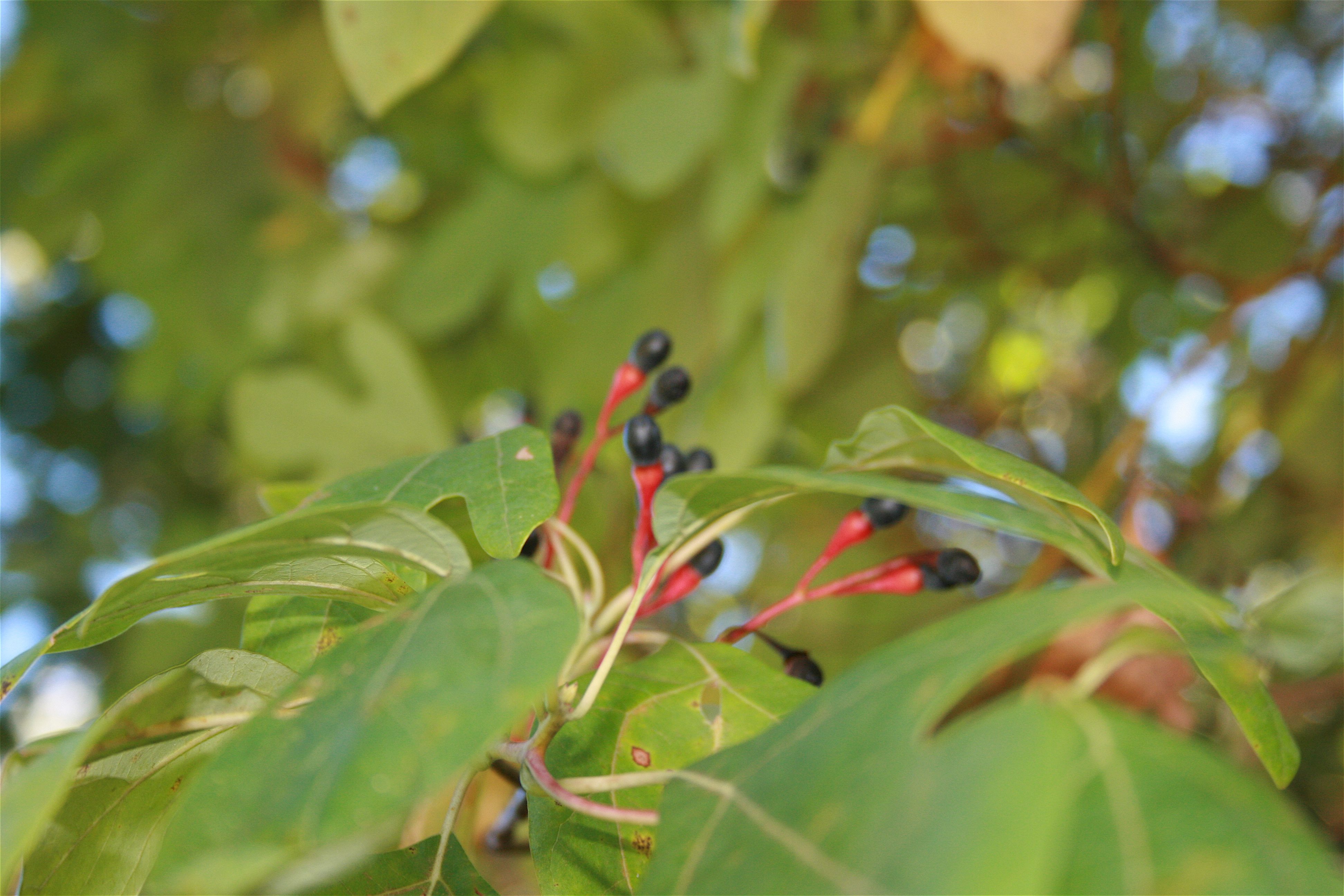
Плоды сассафраса беловатого на ярких булавовидных плодоножках.

Размножается семенами и корневыми отпрысками. Интродуцировано в сады и парки Европы; в СССР — в Сухуми. Очень декоративен зимой, весной, летом и осенью:161.

## Виды
По информации базы данных The Plant List, род включает 5 видов:

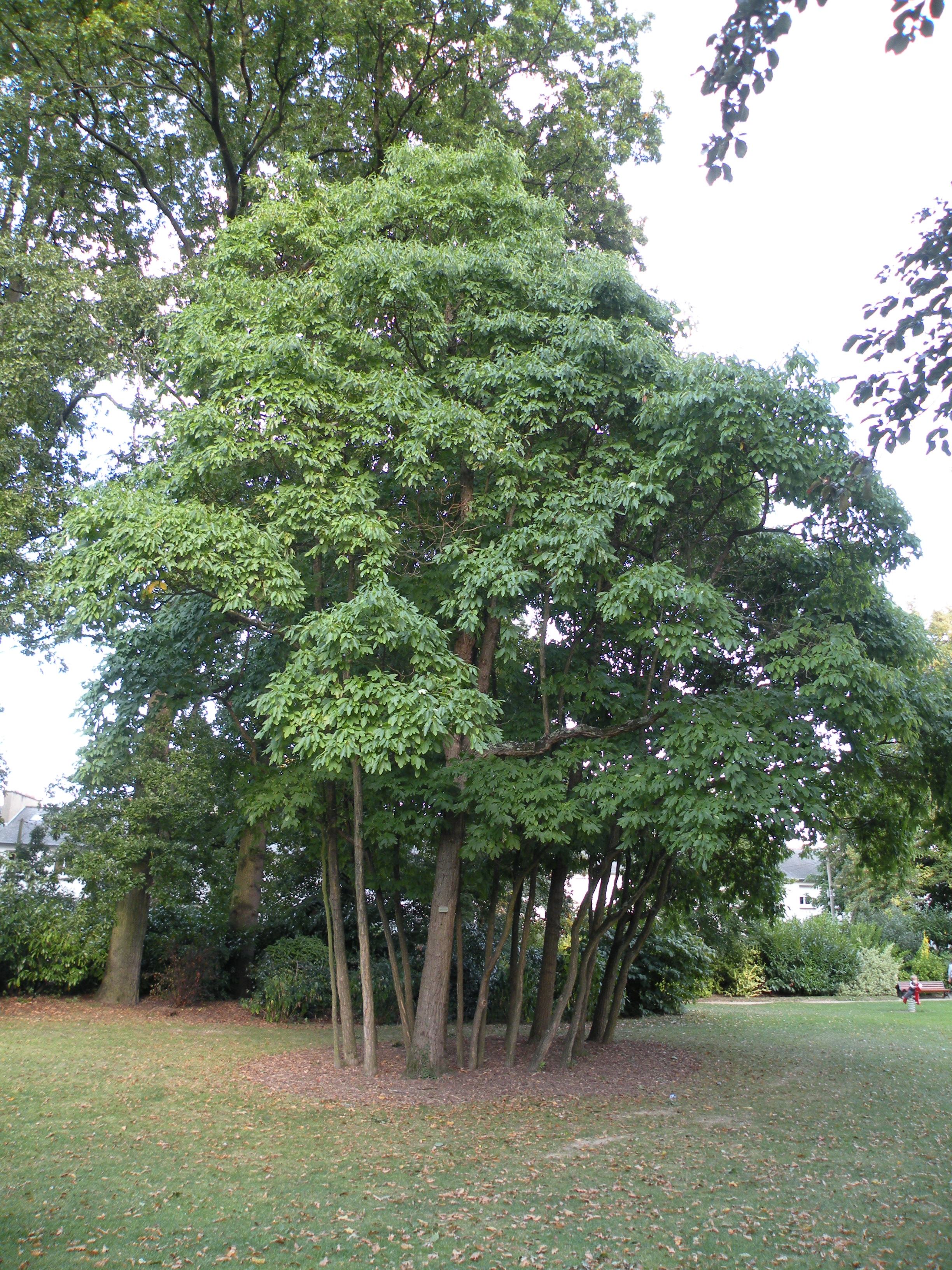
Общий вид сассафраса беловатого

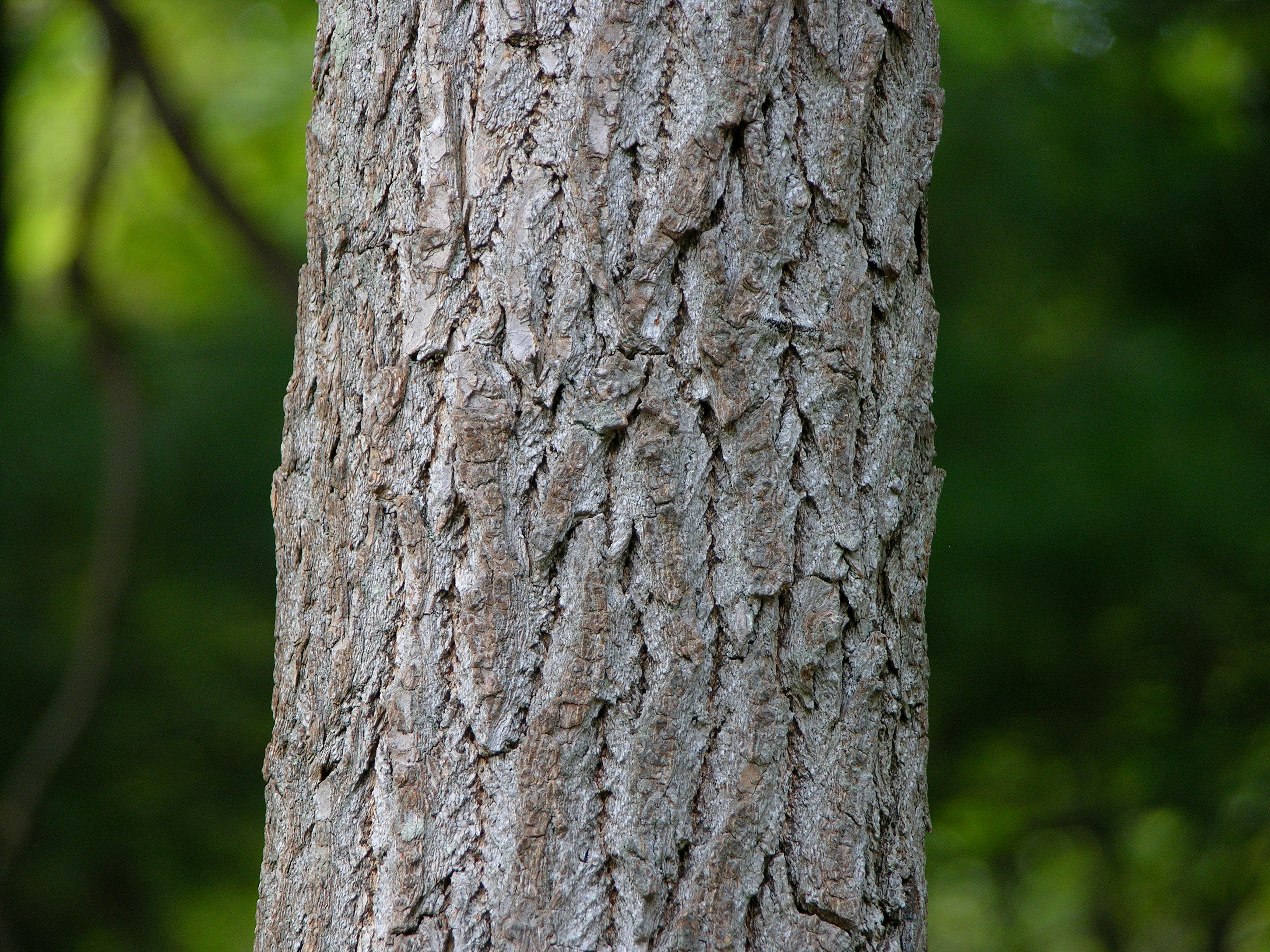
Кора сассафраса беловатого

- Sassafras albidum (Nutt.) Nees — Сассафрас беловатый, или Сассафрас лекарственный, или Сассафрас красный
- Sassafras mauritiana Bojer
- Sassafras randaiense (Hayata) Rehder — Тайваньский сассафрас
- Sassafras thunbergii Siebold
- Sassafras tzumu (Hemsl.) Hemsl. — Китайский сассафрас

## Использование

### Древесина
Древесина сассафраса лёгкая и мягкая, идёт на изготовление кукольной мебели, лодок в бутылках, декоративных бочонков, шпал для игрушечных железных дорог.

### Эфирное масло
Эфирное сассафрасовое масло получают дистилляцией с водяным паром из древесины, коры и плодов дерева. Его длительное время использовали для ароматизации пищевых продуктов, в парфюмерии косметике, в производстве мыла. Несмотря на ограничения по токсичности (см. ниже Безопасность), объёмы потребления эфирного масла сассафраса по-прежнему велики — оно входит в первую дюжину масел по объёму мирового производства.

#### Безопасность
В конце XX века из-за высокого содержания сафрола в эфирном масле (это главный компонент) на его использование были наложены жёсткие ограничения, так как сафрол был признан токсичным (точнее, он рассматривается, как потенциальный канцероген и слабый наркотик). Продажи этого масла в США контролируются DEA, как и другие источники сафрола, так как они потенциально могут быть использованы для производства MDMA (более известного под сленговым именем «экстази») в подпольных лабораториях.

### Медицина
В традиционной медицине коренных жителей Америки и у других американцев пользовался популярностью, как ароматическое, противопростудное, дезинфицирующее средство. В настоящее время в форме эфирного масла входит в состав некоторых лекарств. Пример — «Стопангин» (гексорал). В США сердцевина растения используется в противовоспалительных средствах для глаз, а также при катаре.

### Пищевые цели
Корень растения и кора с корней используются у местных жителей для приготовления чая. Листья используются для загущения соусов и супов, высушенные и измельчённые, они называются filé powder — пряность, используемая в каджунской и креольской кухнях. Ранее (до запрета из-за канцерогенности) части растения использовались для изготовления корневого пива (рутбир) — популярного в южных штатах США безалкогольного или слабоалкогольного напитка. Кроме того, до середины 19 века в Великобритании был популярен салуп — отвар-сбитень с маслом сассафраса, обладающий лёгким стимулирующим действием.

### Ароматерапия
Эфирное масло в ограниченном количестве используется для ароматизации чая, свечей, в ароматерапии (только в малых дозах — на уровне обоняния). Запах считается хорошим репеллентом от москитов и других насекомых.

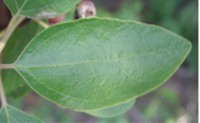
Sassafras albidum, нерассечённый лист
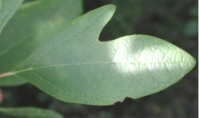
Sassafras albidum, двурассечённый лист
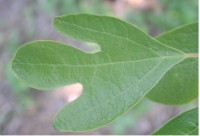
Sassafras albidum, трёхлопастной лист